# Jacques M. Elias
Jacques Menachem Elias (n. 1844, București – d. 14 mai 1923, București) a fost un industriaș, bancher, moșier și filantrop evreu, cetățean român, ales post-mortem (1993) membru al Academiei Române.

## Biografie
Jacques Menachem Elias s-a născut în anul 1844, în București, într-o familie evreiască de rit spaniol (sefard), tatăl său numindu-se Menachem H. Elias. Nu se cunosc prea multe date biografice despre persoana sa. Din testamentul său reiese că a avut doi frați care au murit la Viena, că nu a fost niciodată căsătorit și că nu a avut copii.A
A fost un important om de afaceri, a fost proprietar de fabrici de zahăr (Fabrica de Zahăr din Sascut Târg, județul Bacău), bancher (fiind președintele și acționarul Băncii Generale Române) și industriaș. În cei aproape 80 de ani de viață, a reușit să strângă o mare avere, deținând moșii de mii de hectare, ferme agricole, imobile în țară și în străinătate (9 imobile la Viena spre exemplu, precum și la Berlin, Roma și Paris), 2 hoteluri din București (Continental și Patria), 2 mine de mercur în Dalmația, fabrici și milioane de lei în acțiuni la New York, Bruxelles, Londra, Praga, Belgrad, Viena, Berlin etc.
Deoarece până la Primul Război Mondial evreilor din România li se acorda dreptul de a fi cetățeni români individual, cu aprobarea Parlamentului, Jacques Elias a primit cetățenia română abia în anul 1880, printr-o procedură de urgență, la cererea regelui Carol I. Deși a strâns o mare avere, Elias a trăit toată viața modest, locuind într-un apartament obișnuit și nefrecventând cluburi sau cazinouri.
A fost consilier al regelui Carol I, care l-a recompensat cu onoruri înalte pentru contribuția lui la dezvoltarea economiei românești.
Jacques Menachem Elias a încetat din viață la data de 14 mai 1923, în București. La înmormântarea sa a participat întreg guvernul român.

## Testamentul

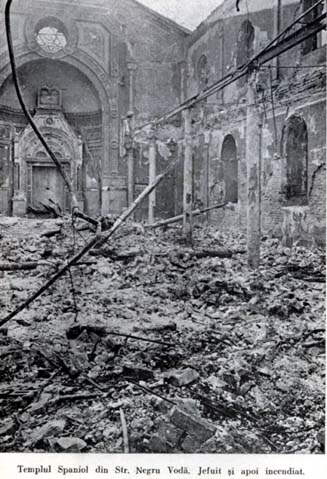
Templul evreilor spanioli din București reconstruit din inițiativa și sponsorizarea lui Jacques Menachem Elias, apoi devastat și incendiat de legionari la 21 ianuarie 1941

Prin testamentul său redactat la 2/15 decembrie 1914, cum nu avea nici ascendenți și nici descendenți în viață, el a desemnat ca legatar universal Academia Română, căreia i-a lăsat toată averea mobilă și imobilă „oriunde s-ar afla această avere, în țară și în străinătate” (evaluată pe atunci la 1 miliard de lei). Conform dorinței sale, Academia Română a înființat o fundație de cultură națională și de asistență publică numită Fundația Familiei Menachem H. Elias, întreaga avere urmând să fie consacrată promovării culturii din România, alinării boalelor săracilor noștri, încurajării elementelor valoroase, sprijinirii cauzelor nobile. Și aceasta fără deosebire de origine, pentru toți cei care merită să fie ajutați. Fundația a fost denumită după tatăl său.
Testamentul său prevedea acordarea de finanțări pentru următoarele obiective:
- "În special va avea obligațiunea de a construi și întreține la București, un spital de cel puțin 100 de paturi în condițiunile cele mai moderne... În acest spital, se vor primi bolnavi de ambele sexe, israeliți și de orice altă credință; se vor da consultații și medicamente gratuite". Acest spital poartă denumirea de Spitalul Elias.
- dezvoltarea instituțiilor de cultură;
- construirea de școli "pentru elevi israeliți și de orice altă credință" și de cantine școlare
- acordarea anuală de premii și burse Jacques Elias pentru copiii săraci;
- acordarea de fonduri pentru Universitatea Carol I, pentru Facultatea de Medicină din București, multor alte spitale și leagăne pentru copii;
- acordarea de donații templelor și școlilor evreiești de rit spaniol din București și Viena.

Gestul său de filantropie a fost elogiat de către contemporani, Nicolae Iorga vorbind despre „acest mare exemplu de generozitate umană”, iar Grigore Antipa, vicepreședintele Academiei Române, în cuvântul rostit la Templul cel mare al israeliților de rit spaniol din București, la puțin timp după moartea marelui filantrop, a amintit pilda dată de Jacques Elias care „și-a destinat tot fructul muncii sale realizării unui măreț ideal, înălțarea patriei prin cultură”.
Din consiliul de conducere și administrație al Fundației au făcut parte, de-a lungul timpului: prințul Barbu Alexandru Știrbei, academicienii Ion Bianu, Gheorghe Țițeica, Grigore Antipa, Dimitrie Gusti, Constantin Rădulescu-Motru, Ion Simionescu, Dumitru Voinov, George Marinescu, David Emanuel, Constantin Ion Parhon, Mihail Sadoveanu, Andrei Rădulescu, Traian Ionașcu, Ioan Ceterchi, Nicolae Cajal, Victor Sahini, Aurel Iancu și alți intelectuali de marcă.
La data de 15 noiembrie 1938, în prezența Marelui Voievod Mihai de Alba Iulia și a Reginei Elena, precum și a altor personalități din țară și din străinătate, a fost pus în funcțiune „Spitalul fondat de Familia Menachem H. Elias”, cel mai modern spital din Europa acelor vremuri deschizându-și porțile ambulatoriului, spitalului și sanatoriului, destinate în întregime „bolnavilor de ambele sexe”, indiferent de religia lor.

## Onoruri
Ca mărturie a gratitudinii pentru serviciile aduse ca „proprietar și bancher” (Banca Generală) sau ca „întemeietor al industriei zahărului”, Regele Carol I i-a acordat numeroase titluri de onoare, ordine și medalii: 
- Titlurile de „cavaler” și de „ofițer” al Ordinului „Steaua României” (în 1889 și 1901);
- Titlurile de „ofițer” și de „comandor” al Ordinului „Coroana României” (în 1891, respectiv în 1909);
- Medalia „Meritul comercial și industrial” clasa I-a (în 1913).
- Jacques M. Elias a fost declarat cetățean de onoare al Bucureștiului.
- Numele său a fost dat unei străzi centrale din capitala României și liceului din Sascut, localitate întemeiată de bancher.
- În anul 1993 a fost ales membru de onoare post-mortem al Academiei Române.

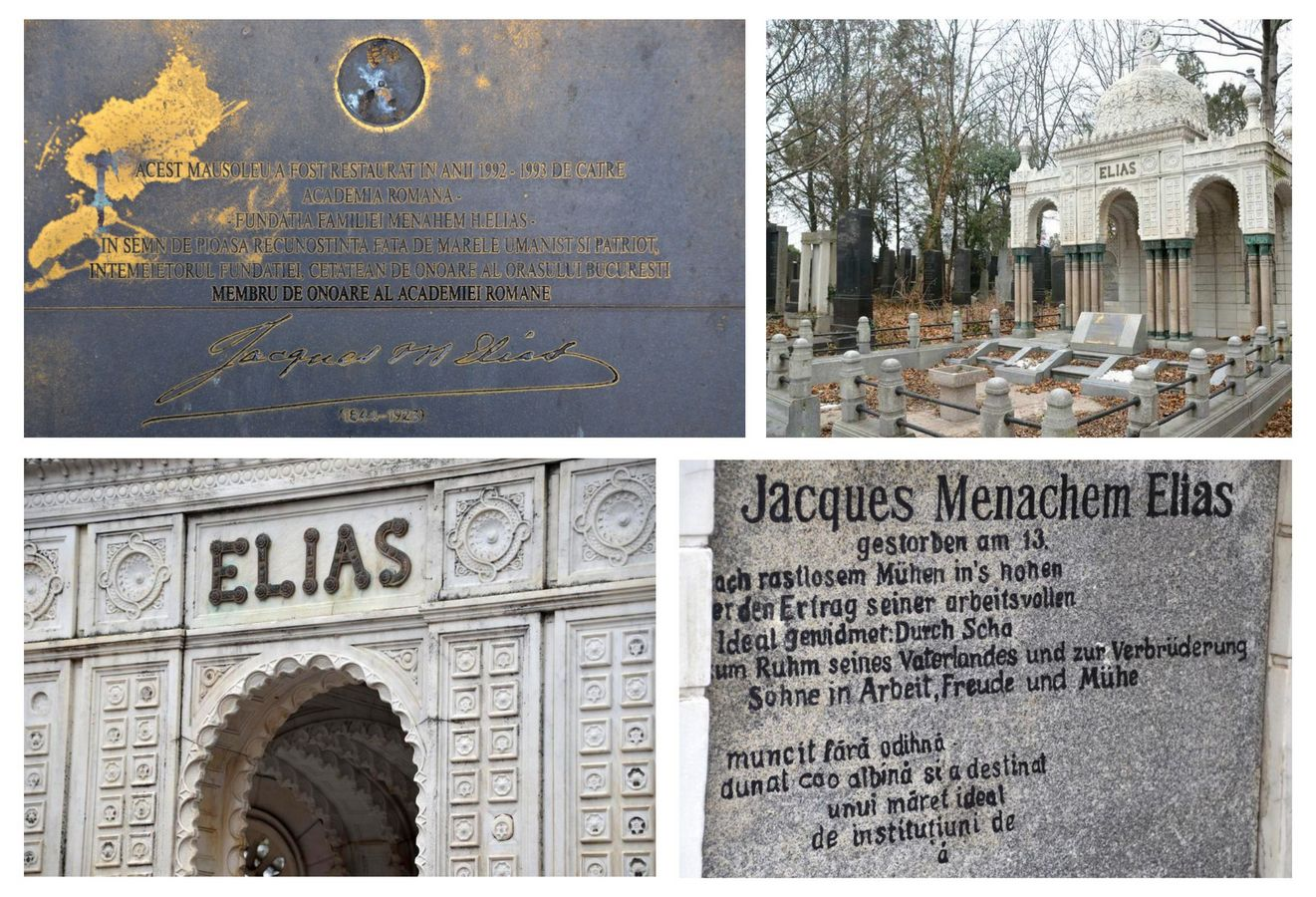
Mausoleul familiei Elias din Cimitirul Central din Viena a fost restaurat în anii 1992-1993 de către Academia Română, Fundația Familiei Menachem H. Elias. Document fotografic realizat de A. Rosetti în februarie 2017.

## Citate
„Numai boierii din alte vremuri învățaseră nația noastră cu astfel de largi danii, iar de la ei nimeni până la Jacques Elias, nici dintre urmașii lor, nici din rândurile burghezilor bogați nu i-a imitat. Dar importanța socială a testamentului lui Jacques Elias nu stă numai în aceea că el amintește tradițiilor acestei țări în ce priveste datoriile clasei avute față de obște, ci și faptul că el lasă întreaga avere pentru cultură. Se vor face din banii săi școli, unde se vor primi elevii fără deosebire de naționalitate. El a înteles că aceea ce lipseste țării noastre este cultura răspândită în masele adânci populare și de aceea n-a ezitat să renunțe la orice gând și să dea acest mare exemplu de generozitate umană, pentru a se face mai multă lumină în sufletele fraților săi, pe pământul unde a trăit .”—Nicolae Iorga
„În numele culturii românești, Academia Română, recunoscătoare, vine sa uneasca glasul ei cu cel al rudelor, prietenilor și devotaților defunctului Jacques M. Elias, spre a se ruga pentru odihna sufletului său. Viața, sentimentele nobile și patriotismul lui Jacques Elias merită într-adevar a servi de pildă tuturor cetățenilor acestei țări: a muncit fără odihnă până la cele mai adânci bătrâneți, a adunat ca o albină, fără a cheltui pentru sine decât strictul necesar unui trai de o modestie exemplară și a destinat apoi tot fructul muncii sale realizării unui măreț ideal, care este înălțarea patriei, prin crearea de institutii de cultură, de preferință de cultură practică și înfrățirea fiilor ei prin tovărășie de muncă, de bucurie și de suferință. Dormi în pace nobil binefacător ...”—Grigore Antipa
„Departe de zgomotul lumii, Elias a dus o viață sobră, de o mare discreție, preocupându-se de afacerile băncii sale, ale întreprinderilor sale, sau de acte de binefacere. Modestia și abzicerea de sine, care l-au caracterizat în întreaga sa viață, au pornit dintr-un sentiment și o convingere atât de profunde, încât a lăsat, testamentar, ca numele său să nu fie în evidență și Fundația Culturală, ce se va crea cu averea strânsă de el să poarte numele tatălui său "Menachem Elias". A fost un nobil binefăcător, și Academia Română consideră ca o datorie de onoare de a lucra și veghea la realizarea gândurilor sale umanitare și patriotice, spre pomenirea numelui său și al părintelui său iubit și spre gloria țării în care a trăit și care a produs astfel de suflete nobile .”—Nicolae Cajal